# Fim do comunismo na Hungria
O regime comunista na República Popular da Hungria chegou ao fim em 1989, com uma transição pacífica para um sistema democrático. Após a Revolução Húngara de 1956 ser reprimida pelas forças soviéticas, a Hungria permaneceu um país comunista. Com o enfraquecimento da União Soviética no final da década de 1980, o Bloco do Leste se desintegrou.
Os acontecimentos na Hungria fizeram parte das Revoluções de 1989, conhecidas em húngaro como rendszerváltás (lit.  "mudança de sistema"  ou "mudança de regime").

## Prelúdio
Décadas antes das Conversações da Mesa Redonda, forças políticas e econômicas na Hungria pressionaram o comunismo húngaro. Essas pressões contribuíram para a queda do socialismo na Hungria em 1989.

### Problemas econômicos
O Novo Mecanismo Econômico foi o único conjunto de reformas econômicas na Europa Oriental promulgado após a onda de revoluções dos anos 1950 e 60 que sobreviveu após 1968. Apesar disso, tornou-se o ponto mais fraco do comunismo húngaro e uma pressão que contribuiu muito para a transição para a democracia. Em 1968, o Comitê Central do Partido Socialista dos Trabalhadores Húngaros lançou o NEM para aliviar os problemas econômicos da Hungria e introduziu a descentralização e os preços fixos para compensar as falhas de uma economia centralmente planejada. O NEM era multifacetado e multidirecional, uma revisão vigorosa da economia húngara. Ele buscou realizar reformas em muitos setores de sua economia, tentando a autogestão autônoma de fazendas coletivas, a dissolução de indústrias monopolistas e reduzindo subsídios que não fossem usados para exportações. Também começou a vincular os preços ao mercado mundial por meio de taxas de câmbio, autorizando os trabalhadores a produzir de forma independente nas fábricas estatais após o horário normal e substituindo as diretivas compulsórias por reguladores econômicos no setor estatal dominante. Por fim, legalizou a atividade artesanal, varejista e de serviços privados.
Isso criou uma economia nacional complexa e extremamente dependente do comércio, vulnerável às flutuações gerais do mercado mundial, mas também às variações nos preços das matérias-primas e dos recursos energéticos importados da União Soviética. A Hungria, sendo um satélite da URSS com poucos recursos, era, devido ao seu espírito politicamente independente, muito dependente das importações soviéticas. Em 1972, logo após a introdução do MNE, o regime começou a restringir e limitar a aplicação dos mecanismos de mercado originalmente implementados. Isso deixou claro que os grandes conglomerados industriais, que tinham mais valor ideológico do que econômico, continuariam a receber a mesma proteção estatal do passado, evidenciando uma fragilidade fundamental do sistema.
Na década de 1980, a Hungria começou a sofrer com a inflação, que prejudicou particularmente as pessoas com renda fixa. A Hungria contraiu uma enorme dívida externa e a pobreza se generalizou. Após a institucionalização do NEM na década de 1970, os aumentos de preços tornaram-se comuns na Hungria. No entanto, Kádár, o Secretário-Geral do Partido Socialista dos Trabalhadores Húngaros, lidou com eles com destreza, apostando em sua contínua credibilidade política. Kádár provou sua capacidade de "administrar" o Kremlin e até permaneceu no poder durante a transição de Khrushchov para Brejnev, permanecendo como uma das únicas figuras políticas estáveis na Europa Oriental. Assim, ele poderia explicar os preços mais altos como um pagamento inicial para o NEM e prometer bons tempos por vir sem perder a aprovação pública e a ordem social. No entanto, logo o NEM "despertou uma oposição mais ampla, pois muitos membros do partido que genuinamente apoiaram a estratégia de reconciliação com o sistema soviético não conseguiram fazer as pazes" com os efeitos reais do sistema econômico. Em 1985, com a instabilidade política acompanhando a instabilidade econômica, Kádár e o regime foram forçados a reconhecer o colapso iminente do socialismo na Hungria.

### Atitudes em relação ao Pacto de Varsóvia
Em 1988, a Hungria socialista também começou a facilitar para seus próprios cidadãos viajarem para o oeste, o que levou à remoção da cerca de arame farpado da Hungria com a Áustria em maio de 1989. Isso permitiu que os alemães orientais, que só tinham permissão para viajar para países socialistas, fossem para a Hungria e escapassem para a Alemanha Ocidental através da Áustria, para nunca mais retornar à Alemanha Oriental. Colocando as relações exteriores e comunistas em risco, o Ministro das Relações Exteriores da Hungria declarou em setembro que não impediria que milhares de alemães orientais fugissem para a Áustria. Isso refletia a atitude geral da Hungria em relação à configuração do satélite soviético: a opinião popular era contra o comunismo e os húngaros queriam a independência.
Com a nova política de Gorbatchov de não usar ação militar nos estados satélites e de permitir a soberania geral dentro dos limites de cada país individual, obedecer à opinião pública popular era necessário. A imposição da ordem por meio da força militar também estava fora de questão. Imre Pozsgay disse ao secretário-geral do MSZMP que "um soldado húngaro ordenado a atirar em seu próprio povo atiraria em seu comandante ou voltaria para casa com sua mãe".

### Resistência política interna

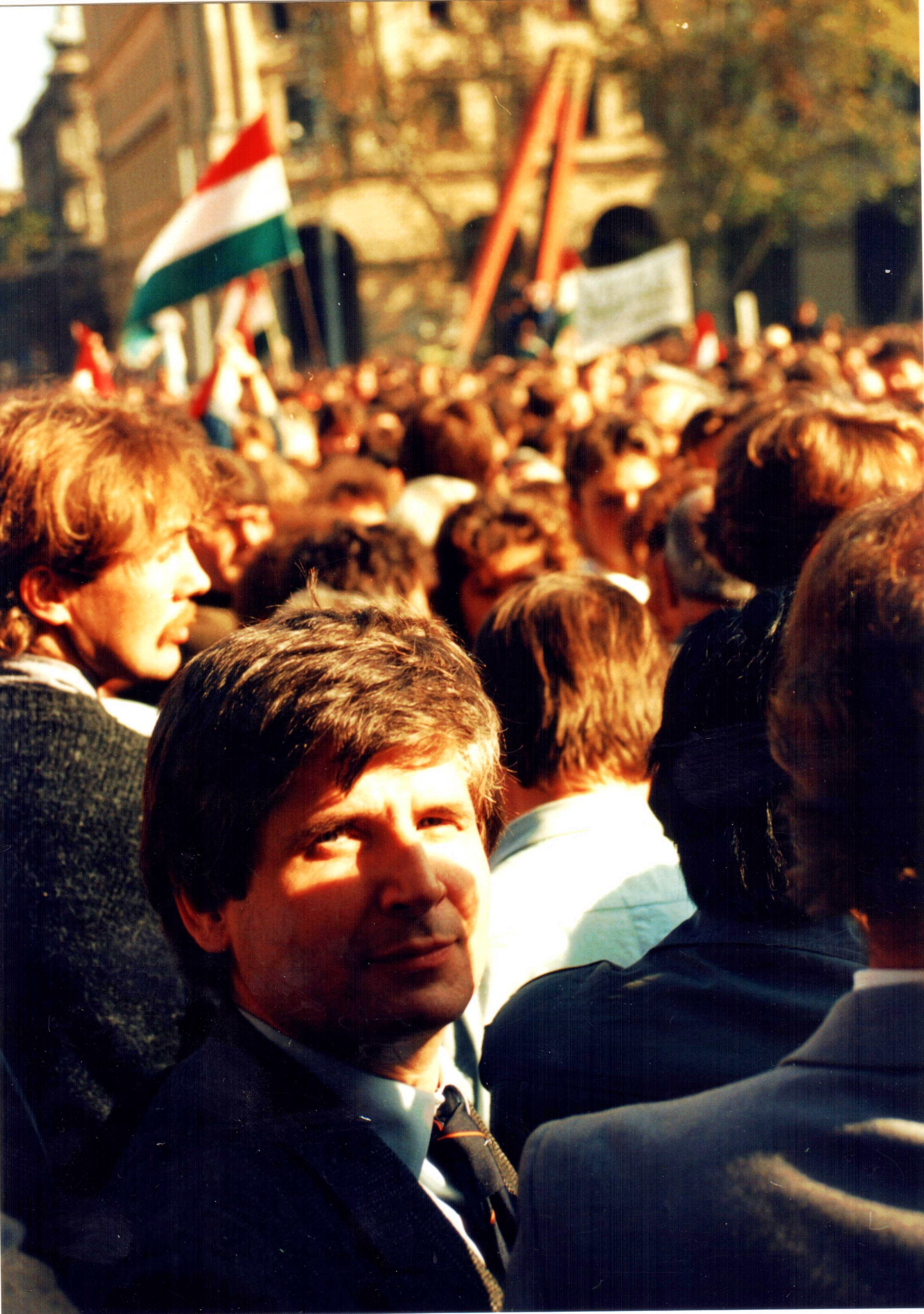
Proclamação da República da Hungria

A elite comunista húngara acreditava que a crise econômica que enfrentava poderia se transformar em convulsão social, o que se devia à queda dos salários reais, à alta inflação e a uma crescente crise da dívida. Uma pesquisa de 1986 revelou que 61% da população húngara descreveu sua situação como desesperadora ou em constante piora. Como os salários reais continuaram a cair nos anos seguintes, há poucas razões para acreditar que as atitudes em relação à situação económica se tornaram mais positivas em 1989. Outro inquérito de 1989 indica que os húngaros estavam plenamente conscientes do seu declínio relativo. 80% dos inquiridos pensavam que os austríacos tinham um nível de vida mais elevado, enquanto apenas 13% acreditavam que os húngaros estavam melhor.

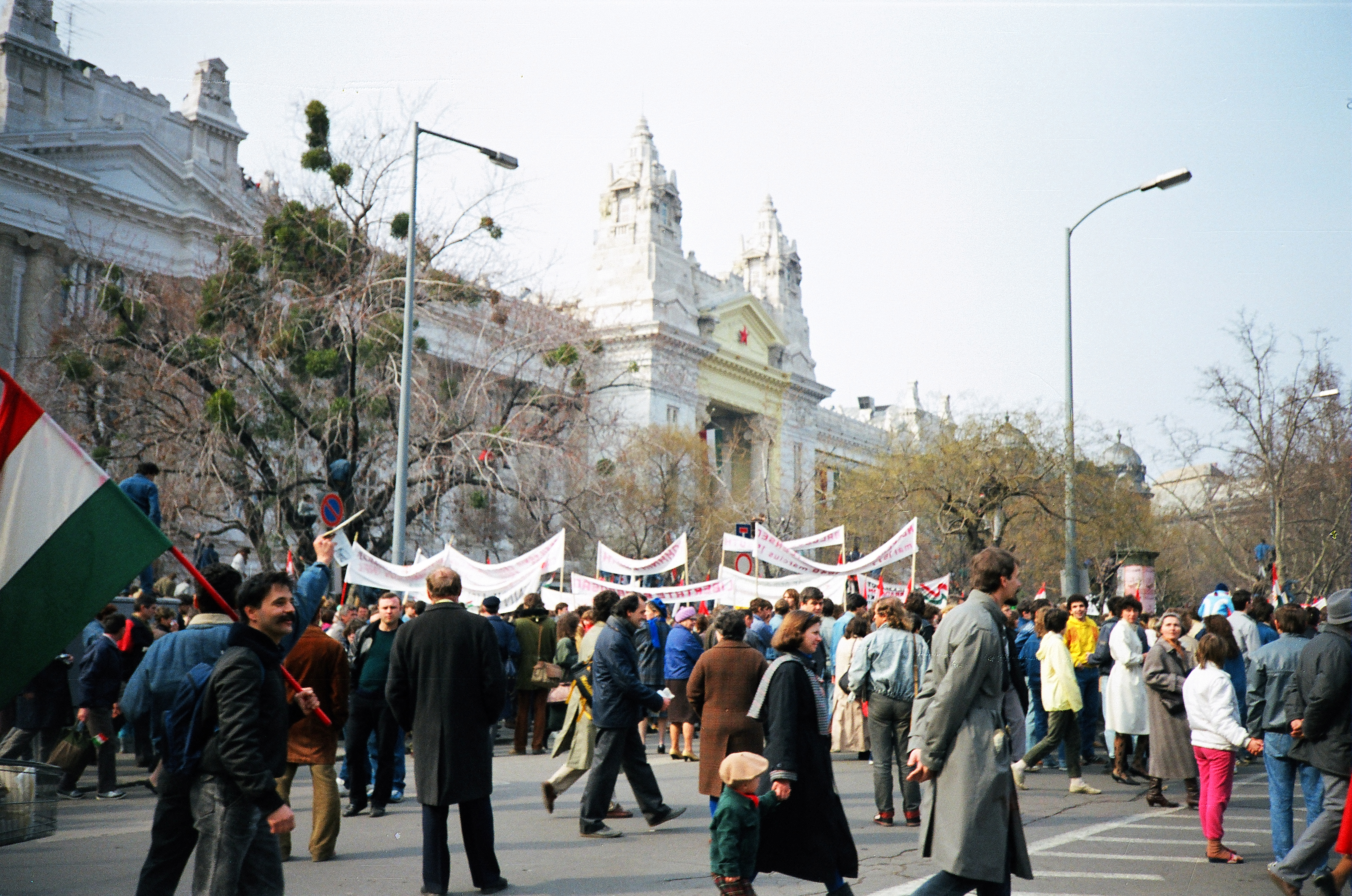
Manifestação em frente à sede da Magyar Televízió, 15 de março de 1989

No entanto, após 1968, formou-se um grupo ilegal de pensadores e ativistas, a chamada Oposição Democrática, que se conectava vagamente à Escola de Budapeste. Eles foram fortemente observados e oprimidos pelo regime, embora posteriormente tenham desempenhado um papel importante durante as mudanças.
As elites húngaras concordavam que o país estava passando por uma grave crise econômica que exigia reformas radicais. No entanto, discordavam sobre se a democratização política era ou não um pré-requisito para obter apoio público para tais reformas. Politicamente, a década de 1980 trouxe uma onda de descontentamento e demandas por reformas. Ao contrário de 1956, havia muitos reformistas dentro e fora do MSZMP, demonstrando a fragmentação política do sistema húngaro. Reformadores radicais e muitos outros exigiam um sistema multipartidário, impossível de ser alcançado sob um sistema soviético. Eles não queriam o sistema soviético, mas sim reivindicar o direito à autodeterminação nacional. Por outro lado, o Secretário-Geral Grosz era conhecido por defender o "pluralismo unipartidário". Em dezembro de 1988, o Primeiro-Ministro Miklós Németh expressou a atitude de muitos reformistas ao declarar publicamente que "a economia de mercado é a única maneira de evitar uma catástrofe social ou uma morte longa e lenta". Esse medo de que o declínio econômico contínuo levaria à agitação social é geralmente dado como a principal razão para a decisão do regime de negociar com a oposição e uma das principais pressões que causaram a queda do socialismo na Hungria.

## Conversações da mesa redonda
Embora a Hungria tenha alcançado algumas reformas econômicas duradouras e uma liberalização política limitada durante a década de 1980, grandes reformas só ocorreram após a substituição de János Kádár como Secretário-Geral do Partido Comunista (MSZMP) em 22 de maio de 1988. Naquele mesmo ano, o Parlamento adotou um "pacote de democracia", que incluía pluralismo sindical; liberdade de associação, reunião e imprensa; uma nova lei eleitoral; e uma revisão radical da constituição, entre outros.
Imre Nagy, que os comunistas executaram décadas atrás, foi politicamente reabilitado e seus restos mortais foram enterrados novamente no 31º aniversário de sua execução no mesmo lote, após um funeral organizado por, entre outros, oponentes do regime comunista do país. Estima-se que mais de 100.000 pessoas tenham comparecido ao novo enterro de Nagy.
O Piquenique Pan-Europeu foi uma manifestação pela paz realizada na fronteira entre a Áustria e a Hungria, perto da cidade de Sopron, em 19 de agosto de 1989, um evento importante nos desenvolvimentos políticos que levaram à queda da Cortina de Ferro e à reunificação da Alemanha .
Em outubro de 1989, o MSZMP convocou seu último congresso e se restabeleceu como o Partido Socialista Húngaro. Em uma sessão histórica de 16 a 20 de outubro, o parlamento adotou um pacote de quase 100 emendas constitucionais prevendo eleições parlamentares multipartidárias e uma eleição presidencial direta. A legislação transformou a Hungria de uma República Popular na República da Hungria, garantiu os direitos humanos e civis e criou uma estrutura institucional que garantiu a separação de poderes entre os ramos judicial, legislativo e executivo do governo. Em 23 de outubro de 1989, em Kossuth tér, Budapeste, a República da Hungria foi proclamada por Mátyás Szűrös, presidente provisório, da varanda do edifício do Parlamento Húngaro.

## Primeiras eleições livres
A primeira eleição parlamentar livre, realizada em maio de 1990, foi uma espécie de plebiscito sobre o passado comunista. Os socialistas revitalizados e reformados tiveram um desempenho fraco, apesar de terem mais do que as vantagens habituais de um partido "no poder". Os partidos populistas, de centro-direita e liberais se saíram melhor, com o Fórum Democrático (MDF) conquistando 43% dos votos e os Democratas Livres (SZDSZ) com 24%. Sob o comando do primeiro-ministro József Antall, o MDF formou um governo de coalizão de centro-direita com o Partido Independente dos Pequenos Agricultores (FKGP) e o Partido Popular Democrata Cristão (KDNP), obtendo uma maioria de 60% no parlamento. Os partidos de oposição parlamentar incluíam o SZDSZ, os Socialistas (MSZP) e a Aliança dos Jovens Democratas (Fidesz).

## Fim da ocupação soviética
Entre 12 de março de 1990 e 19 de junho de 1991, as tropas soviéticas ("Grupo de Forças do Sul") deixaram a Hungria. As últimas unidades comandadas pelo General Viktor Silov cruzaram a fronteira húngara-ucraniana em Záhony. O número total de militares e civis soviéticos estacionados na Hungria era de cerca de 100.000. A retirada foi realizada com 35.000 vagões ferroviários. Desde 2001, por um projeto de lei especial aprovado no Parlamento húngaro, o dia 16 de junho foi declarado Dia Nacional da Memória.

## Consequências
Em 16 de março de 1999, a Hungria aderiu a OTAN e, em 1º de maio de 2004, juntamente com os demais países de Visegrado, ingressou na União Europeia, fortalecendo seus laços com os países da Europa Ocidental e os Estados Unidos. Em abril de 2011, foi adotada uma nova constituição, que entrou em vigor em 1º de janeiro de 2012.